# Puigsacreu (Santa Pau)
El Puigsacreu és una muntanya de 768 metres que es troba al municipi de Santa Pau, a la comarca catalana de la Garrotxa.